# Dillon Jones
Dillon Keshaun Jones (Columbia, 29 ottobre 2001) è un cestista statunitense, professionista nella NBA con i Washington Wizards.

## Carriera
Dopo aver completato la carriera collegiale a Weber State, viene scelto con la 26esima scelta assoluta al draft NBA 2024 dagli Washington Wizards finendo, dopo una serie di scambi, agli Oklahoma City Thunder.

## Statistiche

### College
| Anno      | Squadra            | PG  | PT | MP   | TC%  | 3P%  | TL%  | RP   | AP  | PRP | SP  | PP   |
| --------- | ------------------ | --- | -- | ---- | ---- | ---- | ---- | ---- | --- | --- | --- | ---- |
| 2020-2021 | Weber St. Wildcats | 23  | 2  | 20,5 | 56,1 | 25,0 | 79,0 | 5,8  | 2,0 | 1,6 | 0,0 | 8,2  |
| 2021-2022 | Weber St. Wildcats | 33  | 32 | 33,9 | 54,1 | 35,4 | 80,0 | 10,6 | 2,5 | 1,8 | 0,1 | 12,6 |
| 2022-2023 | Weber St. Wildcats | 32  | 31 | 36,3 | 46,2 | 30,3 | 81,3 | 10,9 | 3,8 | 1,6 | 0,1 | 16,7 |
| 2023-2024 | Weber St. Wildcats | 31  | 31 | 37,0 | 48,9 | 32,4 | 85,7 | 9,8  | 5,2 | 2,0 | 0,1 | 20,8 |
| Carriera  | Carriera           | 119 | 96 | 32,8 | 49,9 | 32,0 | 82,3 | 9,6  | 3,5 | 1,7 | 0,1 | 15,0 |

### NBA

#### Regular Season
| Anno       | Squadra          | PG | PT | MP   | TC%  | 3P%  | TL%  | RP  | AP  | PRP | SP  | PP  |
| ---------- | ---------------- | -- | -- | ---- | ---- | ---- | ---- | --- | --- | --- | --- | --- |
| 2024-2025† | Oklahoma Thunder | 54 | 3  | 10,2 | 38,3 | 25,4 | 60,7 | 2,2 | 1,1 | 0,3 | 0,1 | 2,5 |
| Carriera   | Carriera         | 54 | 3  | 10,2 | 38,3 | 25,4 | 60,7 | 2,2 | 1,1 | 0,3 | 0,1 | 2,5 |

#### Playoffs
| Anno     | Squadra          | PG | PT | MP  | TC%  | 3P%  | TL% | RP  | AP  | PRP | SP  | PP  |
| -------- | ---------------- | -- | -- | --- | ---- | ---- | --- | --- | --- | --- | --- | --- |
| 2025†    | Oklahoma Thunder | 10 | 0  | 4,6 | 81,8 | 75,0 | 100 | 0,9 | 0,5 | 0,1 | 0,1 | 2,3 |
| Carriera | Carriera         | 10 | 0  | 4,6 | 81,8 | 75,0 | 100 | 0,9 | 0,5 | 0,1 | 0,1 | 2,3 |

### G League
| Anno      | Squadra       | PG | PT | MP   | TC%  | 3P%  | TL%  | RP  | AP  | PRP | SP  | PP   |
| --------- | ------------- | -- | -- | ---- | ---- | ---- | ---- | --- | --- | --- | --- | ---- |
| 2024-2025 | Oklahoma Blue | 23 | 23 | 32,3 | 42,2 | 29,6 | 66,7 | 7,4 | 5,7 | 0,7 | 0,3 | 13,5 |
| Carriera  | Carriera      | 23 | 23 | 32,3 | 42,2 | 29,6 | 66,7 | 7,4 | 5,7 | 0,7 | 0,3 | 13,5 |

## Palmares

### Squadra
- Campionato NBA: 1

Oklahoma City Thunder: 2025

### Individuale

#### College
- Big Sky Conference Player of the Year: 1

2024
- All-Big Sky First Team: 3

2022, 2023, 2024
- Big Sky Conference Freshman of the Year: 1

2021